# 橫向電場效應顯示技術
橫向電場效應顯示技術（英語：In-Plane-Switching Liquid Crystal，簡稱：英語：，縮寫：IPS）是一种用于液晶显示器(LCD)的萤幕技术，被廣泛的使用在液晶電視及平板電腦的製造上，IPS是當今液晶技術的主流，能有效改善當視角差時，在TN螢幕上出現的色差及其他問題。

## 原理和特點
IPS型與TN型都是使用TN液晶，兩者不同的特徵是施加於液晶分子的電場不同： 
跟TN液晶及VA液晶上下平行配置兩塊導電板的方式不同，IPS液晶的電極和液晶處於一個平面（即電場平行於液晶平面）。開路狀態光線無法通過，迴路接通液晶分子扭轉光線發生雙折射透過液晶平面。由於電極和液晶處於同一平面所以沒有方向性，能得到上下左右178度的視角。

### 優點
- 可視角度極佳，達178度。[1]
- 新款IPS電力消耗相對較VA少。
- 硬式面板，很適合做成受壓的觸控螢幕。
- 色彩比起VA更鮮豔，色彩還原度較為真實，較適合運用於對色彩還原要求高的電腦圖像。[2]

### 缺點
- 成本昂貴。
- 漏光特性，在黑色及暗色系的表現稍遜。
- 相較於VA系列面板，對比度稍差。
- 早期IPS反應速度較慢，容易有殘影。AH-IPS技術出現後已有最高到4ms螢幕改善問題。
- 色溫偏低，有偏黃傾向，例如iPhone的IPS就有天生的黃屏問題、採用相似技術的行動電話螢幕也是如此，需要專用補正電路。
- 容易有色溫不均（陰陽屏）狀況。

## 後續發展
IPS在1996年推出後，後續又不斷有新的發展： 
- 在1998年，日立推出S-IPS(Super-IPS)，除了有IPS原來的技術以外，亦在反應率有了改進。
- 在2002年，日立推出AS-IPS，在明暗比方面有很大的改善。
- 在2002年，日立推出IPS-POR,具體分為"H-IPS S-IPS E-IPS"。
- 在2004年，日立推出IPS-Pro
- 在2010年，日立推出IPS-α
- 在2011年，LG推出AH-IPS

## 外部連結
- VA液晶和IPS液晶的差異BCN （页面存档备份，存于）（日語）
- 液晶的類型（简体中文）
- Tom's硬體中文版：IPS（In-Plane Switching，橫向電場效應或是超級TFT） : 14款LCD監視器評比